# Singa albodorsata
Singa albodorsata là một loài nhện trong họ Araneidae.
Loài này thuộc chi Singa. Singa albodorsata được miêu tả năm 1950 bởi Kauri.